# Allegoria della Fecondità e dell'Abbondanza
L'Allegoria della Fecondità e dell'Abbondanza è un dipinto a tempera su tavola (58x105,5 cm) di Luca Signorelli, databile al 1500 circa e conservato nella Galleria degli Uffizi a Firenze.

## Descrizione e stile
L'opera, coeva agli affreschi della cappella di San Brizio a Orvieto, è una di quelle allegorie a monocromo che, ispirate ai bassorilievi antichi, andavano a decorare geli "studioli" degli umanisti.
Essa è probabilmente una rappresentazione simbolica della fertilità agricola: una donna nuda con due figli tiene una cornucopia ed è incoronata da un personaggio maschile (Bacco?) con un perizoma fatto di foglie di vite e acini. Più indietro, seduta su una roccia, si trova una donna con un cesto ricolmo di frutti della terra.
Le figure, sintetiche ed efficaci, rimandano agli ignudi disegnati dall'artista, sia negli affreschi orvietani che in opere come la Madonna col Bambino tra ignudi.